# 森沢芙美
森沢 芙美（もりさわ ふみ、10月21日 - ）は、日本の女性声優。ラクーンドッグ所属。

## 略歴
1988年の勝田声優学院（7期生）。2022年4月1日付で所属していたプロ・フィットが同年3月末を以てマネジメント事業を終了したことに伴い、ラクーンドッグへ移籍。

## 人物
趣味は万華鏡観賞、ビーズ手芸。特技はピアノを少々。
資格はそろばん3級。

## 出演
太字はメインキャラクター。

### テレビアニメ
1995年
- しましまとらのしまじろう
- スレイヤーズ（女の子）

1996年
- 勇者指令ダグオン（女子生徒、女子高生）

1997年
- 勇者王ガオガイガー（戒道の母、ZX-11腸原種）

1998年
- マドレーヌ（ニコル）
- ロスト・ユニバース（占い師）

1999年
- イソップワールド（トッチョの母、タヌキ、ニワトリ）

2001年
- 犬夜叉（緋鯉女官）

2003年
- PEACE MAKER 鐵（芸妓）
- キノの旅 -the Beautiful World-（娘）
- ぽぽたん（店員1）

2004年
- SAMURAI 7（コハル）
- ごくせん（女子高生B、ホステスA）
- 砂ぼうず（娘、川原）
- 忘却の旋律（アナウンス）
- 月詠 -MOON PHASE-（エルフリーデの母）

2005年
- エレメンタル ジェレイド（ガーネ、ダヤ）
- ふしぎ星の☆ふたご姫（女王サソリ）

2006年
- BLACK BLOOD BROTHERS（チャンの母）
- RED GARDEN（シャルロット、イザベル）

2007年
- Venus Versus Virus（苑果）
- がくえんゆーとぴあ まなびストレート!（光香の母）
- この青空に約束を―〜ようこそつぐみ寮へ〜（羽山海己）
- 少年陰陽師（道反の巫女）

2008年
- 恋姫†無双（子供）
- スレイヤーズREVOLUTION（ウェイトレス）
- のらみみ（タイ三の母）
- PERSONA -trinity soul-（神郷遥）

2009年
- WHITE ALBUM（学生課職員〈山本〉）

2010年
- それいけ!アンパンマン（ネコの男の子）

2011年
- 君に届け 2ND SEASON（千葉祥子）
- HUNTER×HUNTER（第2作）（2011年 - 2012年、キリコ娘、受付嬢A）

2013年
- 断裁分離のクライムエッジ（魔女）

2014年
- お姉ちゃんが来た（水原夕子）
- 信長協奏曲
- 六畳間の侵略者!?（女悪霊）

2015年
- 温泉幼精ハコネちゃん（町内会長）
- 聖剣使いの禁呪詠唱（ヴァシリーサ・ユーリエヴナ・モストヴァヤ）

2018年
- 多田くんは恋をしない（多田知子）
- 妖怪ウォッチ シャドウサイド（母親）

2020年
- マギアレコード 魔法少女まどか☆マギカ外伝（いろはの母）
- 魔王城でおやすみ（バブル兵）

2022年
- 農民関連のスキルばっか上げてたら何故か強くなった。（ナンシー・リスナー）

### 劇場アニメ
- Paper Cranes Story ケンタとマイコ（2013年、母[10]）

### OVA
- 勇者王ガオガイガーFINAL（2000年、戒道の母）
- リバースムーン ディバージェンス（2005年、アロディス・カグラ）
- こえでおしごと!（2010年、弘部冬実[11]）

### ゲーム
- Girl Doll Toy（1997年、サト）
- カレッジテラストーリー（1998年、真樹）
- ブレイブサーガ2（2000年、圧殺のドーザ、戒道の母-腸原種）
- リバースムーン（2005年、アロディス・カグラ）
- BLOOD+ 双翼のバトル輪舞曲（2006年、繭の母）
- この青空に約束を― -melody of the sun and sea-（2007年、羽山海己）
- スペクトラルフォース ジェネシス（2008年、アリサ、ヴェルージェ）
- (PW)Project Witch（2009年、主人公の母・明月なつみ[12]）
- Clear 新しい風の吹く丘で（2009年、さえ）
- ミマナ イアルクロニクル（2009年、パルティ＝シュクレール[13]）
- 三国志パズル大戦（2013年、貂蝉）
- 箱庭のフォルクローレ（2013年、継母アニーラ、王妃アニーラ、王妃アゼノビ、赤ずきんさん[14]）
- ようこそ!ファミーユへ（2014年、藤永美咲[15]）
- フォルティッシモ（2018年、穂波瑠夏[16]）
- ETERNAL（2020年、マチルダ[17]）
- ブラウンダスト2（2024年、ベナカ[18]）

### ドラマCD
- いつか天魔の黒ウサギ〜900秒の放課後〜（先生）
- いつか天魔の黒ウサギ2 〜<<月>>が昇る昼休み〜（軍女）
- えびてん 公立海老栖川高校天悶部（大森猫〈ヌコ〉）
- Girl Doll Toy
- 瑠璃の風に花は流れる（2009年、朱根王妃）
- 勇者指令ダグオン スペシャル・ドラマ ～いいやつ～（定食屋おばちゃん）
- unity-chan!（2015年、マリアベル・グレーフェンベルク[19]）

### 吹き替え
- 西遊記（観音）
- プラズモ（プラズモ）
- ミルドレッドの魔女学校（フェネラ）
- 山猫は眠らない ※テレビ版
- レオン（マチルダの姉）※オリジナル版

### デジタルコミック
- 行進子犬に恋文を（2019年、愛船の母親[20]）

### ナレーション
- Dr.コパの住まいる風水[21]
- ワールドテレショップ[21]
- ディズニーオンアイス CM[21]

### その他コンテンツ
- ラジオドラマ「二哈と彼の白猫師尊」日本語版（2025年、王初晴[22][23]）

## ディスコグラフィ

### キャラクターソング
| 発売日       | 商品名                                                                          | 歌                   | 楽曲           | 備考                                                          |
| ------------ | ------------------------------------------------------------------------------- | -------------------- | -------------- | ------------------------------------------------------------- |
| 2007年6月6日 | この青空に約束を―〜ようこそつぐみ寮へ〜 Character Song CD Series Vol.2 羽山海己 | 羽山海己（森沢芙美） | 「シャボン玉」 | テレビアニメ『この青空に約束を―〜ようこそつぐみ寮へ〜』関連曲 |